# Czepel
Czepel (węg. Csepel) – największa na Węgrzech wyspa rzeczna na Dunaju. Długość wyspy wynosi 48 km, szerokość – 6–8 km, zaś powierzchnia – 257 km². Wyspa Czepel leży na Wielkiej Nizinie Węgierskiej, rozciągając się od Budapesztu prawie po Dunaújváros. Główny nurt Dunaju (Nagy-Duna) otacza wyspę od zachodu, wschodnia odnoga nazywa się Ráckevei-Duna (także Soroksári-Duna, Kis-Duna). Administracyjnie wyspa należy do komitatu Pest – z wyjątkiem północnego krańca, który stanowi XXI dzielnicę Budapesztu. Poza tą dzielnicą na Czeplu leżą miasta Szigetszentmiklós, Szigethalom, Tököl i Ráckeve oraz kilka wsi. Liczba ludności wynosi około 165 tysięcy. Budapeszteńska część wyspy stanowi ok. 10% jej powierzchni, ale jej ludność stanowi prawie połowę całkowitej liczby.
Północna część wyspy, należąca do Budapesztu, od XIX wieku stanowi ośrodek przemysłu ciężkiego i wielki wolnocłowy port rzeczny. Tuż na południe od granic administracyjnych Budapesztu wyspę przecina autostradowa obwodnica Budapesztu (M0) z dwoma zjazdami. Środkowa i południowa część wyspy ma charakter rolniczo-rekreacyjny. Wyspę ze stolicą łączy linia miejskiej kolei HÉV, docierająca aż do Ráckeve.
Poza dwoma mostami na autostradzie M0 Czepel z lądem łączy jeszcze pięć mostów drogowych (dwa w obrębie Budapesztu, Szigethalom-Taksony, Szigetcsép-Majosháza i Ráckeve-Peregi Dunasor). Wszystkie przebiegają nad wschodnią odnogą Dunaju. Przez główny nurt Dunaju prowadzą trzy przeprawy promowe (Százhalombatta-Tököl, Ercsi-Szigetújfalu i Adony-Lórév). Na wschodniej odnodze jest jeszcze jedna (Makád-Dömsöd).

## Pochodzenie nazwy
Wyspa Czepel stanowiła centralny ośrodek państwa Madziarów powstałego po podboju Kotliny Panońskiej (honfoglalás) i jednocześnie siedzibę rodu Arpada. Anonymus wymienia ją jako „wyspę wodzów” – ducalis esset insula.
Długo uważano, że nazwa wyspy pochodzi od imienia Csepela (Sepela), koniuszego Arpada. Według językoznawców jednak, nazwa wyspy może pochodzić od rzeczownika cseplye lub csepely, który oznacza zarośnięte krzakami miejsce lub rzeczywiście od imienia. Imię, będące podstawą nazwy, może pochodzić z języków tureckich lub słowiańskich.